# Park Narodowy Lizard Island
Jaszczurza Wyspa – park narodowy, który jest częścią Wielkiej Rafy Koralowej w Queensland w Australii, 1624 km na północny zachód od Brisbane oraz częścią grupy wysp Lizard, łącznie z wyspą Palfrey.

## Geologia
Jaszczurza Wyspa zbudowana jest z granitu i zajmuje 10 km² razem z trzema pobliskimi wyspami – Palfrey, South i Bird. Razem te wyspy oraz ich dobrze rozwinięta postrzępiona rafa otaczają głęboką na 10 metrów Niebieską Lagunę (Blue Lagoon).

## Aborygeńska historia
Wyspa Lizard była znana jako Dyiigurra dla aborygeńskich ludzi Dingaal i była uznawana za miejsce święte. Ludzie używali wyspy jako miejsca inicjacji dla młodych mężczyzn oraz urodzaju skorupiaków, żółwi, diugoni i ryb. Dingaalowie wierzyli, że grupa wysp Lizard została stworzona w dreamtime (w aborygeńskiej mitologii jest to święty czas przerwy w formowaniu świata przez ancestralnego totemicznego ducha). Widzieli to jako płaszczkę, której ciałem była Jaszczurza Wyspa, a reszta wysp formowała ogon. Lokalni Aborygeni Dingill nazywają tę wyspę Jiigurru.

## Europejska historia
Nazwę Jaszczurza nadał wyspie Kapitan James Cook, który przypłynął na nią 12 sierpnia 1770. Wyjaśnił to tak: „Jedynymi lądowymi zwierzętami, jakie tu zobaczyliśmy, były jaszczurki i wyglądało na to, że jest ich całkiem dużo, co spowodowało, że nazwałem tę wyspę Jaszczurzą”. Cook wspiął się na szczyt wyspy, żeby obrać kurs z powrotem na morze przez labirynt raf, któremu się przeciwstawiał i od tego czasu szczyt wyspy nazwano „spojrzeniem Cooka”.
Do lat 60. XIX wieku wyspa była używana przez rybaków bêche-de-mer (jest to nazwa rybaków łowiących strzykwy), którzy uważali, że woda zawiera olbrzymie ilości ogórków morskich lub trepangów, które są popularnymi przysmakami w Azji.
W 1879 Kapitan Robert Watson wraz z żoną, dwoma służącymi oraz małym synkiem zmodyfikowali opuszczoną chatę pozostawioną na wyspie przez załogę Julia Percy. Ruiny można oglądać do dziś. Kapitan Watson był rybakiem bêche-de-mer i podczas jego nieobecności Aborygeni zamieszkujący główny kontynent zabili jednego ze sług. Pani Watson miała zaledwie 21 lat kiedy przybyła na wyspę Lizard i była znana z wielkiej odwagi i wytrzymałości. Po ataku, w towarzystwie swojego syna i drugiego chińskiego służącego, usiłowała uciec z wyspy i dostać się na kontynent w żelaznym zbiorniku (można go zobaczyć w muzeum w Queensland – jest to wielka prostokątna kadź) do gotowania bêche-de-mer. Pojemnik unosił się na wodzie i zaczął oddalać się od wybrzeża. Cała trójka zmarła z pragnienia po dziewięciu dniach. Ich ciała znaleziono trzy miesiące później razem z dziennikiem pani Watson. Stanowa biblioteka w Queensland jest w posiadaniu dwóch dzienników odważnej żony i matki. Jeden opowiada o ostatnich dziewięciu miesiącach na Jaszczurzej Wyspie, w drugim udokumentowane zostały jej ostatnie dni. W odwecie za atak, zorganizowana była ekspedycja karna przeciwko grupom Aborygeńskim, ale prawie na pewno byli to inni Aborygeni. Zdjęcia pani Watson (image 1) i jej pomniku (image 2) zostały przetworzone cyfrowo i są w posiadaniu stanowej biblioteki w Queensland.
W 1939 roku uznano wyspy: Lizard, Palfrey, South i Bird za park narodowy, który zarządzany jest przez Serwis Parków i Dzikiej Przyrody w Queensland. Wyspa jest także częścią Parku Piechoty Morskiej na Wielkiej Rafie Koralowej i jest zarządzana przez nich oraz Agencję Ochrony Środowiska w Queensland. Wymagane są zezwolenia na wszystkie manipulacyjne badania w grupie wysp Lizard oraz ich wodnym otoczeniu.

## Bieżące ustalenia i użytek
Oprócz parku narodowego na wyspie Lizard znajdują się inne obiekty:

### Stacja badań Lizard Island
Usytuowana jest w najbardziej wysuniętym na zachód punkcie wyspy. Kierowana przez Australijskie Muzeum zapewniając badania i edukacyjne udogodnienia dla wszystkich zainteresowanych poznawaniem rafy koralowej. Rezultatem tych badań prowadzonych przez stację jest ponad 1000 naukowych publikacji, które zostały stworzone przez australijskich i międzynarodowych badaczy od czasu kiedy stacja została utworzona w 1973 r.

### Ośrodek turystyczny wyspy Lizard
W północno-zachodniej części wyspy znajduje się luksusowy kurort kierowany przez firmę Voyages, która zarządza ośrodkami turystycznymi i wycieczkami w całej Australii. Ośrodek, posiadający 40 willi do wynajęcia na wakacje, oferuje prywatność oraz – czerpiąc korzyści z położenia wyspy – zajmuje się sportami wodnymi, łącznie z organizowaniem wycieczek nurkowych na pobliski Cod Hole.